# ایستگاه سئول (فیلم)
ایستگاه سئول (کره‌ای: 서울역) یک فیلم به کارگردانی یان سنگ-هو است که در سال ۲۰۱۶ منتشر شد.

## خلاصه فیلم
یک بیماری واگیردار در سطح شهر سئول پخش می‌شود و دولت نیز می‌خواهد آنجا را با خاک یکسان کند، در این بین گروهی از افراد باقی مانده‌اند که برای زنده ماندن تلاش می‌کنند...